# Metropolia woroneska
Metropolia woroneska – jedna z metropolii Rosyjskiego Kościoła Prawosławnego, z siedzibą w Woroneżu. Jej obecnym (2025) zwierzchnikiem jest metropolita woroneski i liskowski Leoncjusz (Kozłow). Obejmuje terytorium obwodu woroneskiego.
Erygowana na posiedzeniu Świętego Synodu Rosyjskiego Kościoła Prawosławnego na posiedzeniu w dniach 25–26 grudnia 2013. W jej skład wchodzą eparchia woroneska, eparchia borisoglebska oraz eparchia rossoszańska.